# Sabrina Vega
Sabrina Vega (Nova Iorque, 24 de maio de 1995), é uma ex-ginasta estadunidense membro da equipe que conquistou a medalha de ouro no Campeonato Mundial de Ginástica Artística de 2011.